# Cristiano Marques Gomes
Cristiano Marques Gomes, conegut com a Cris, (nascut el 3 de juny de 1977 a Guarulhos, Brasil), és un exfutbolista brasiler, que jugava de central. El seu primer equip va ser el Corinthians brasiler. Va ser internacional amb la Selecció del Brasil, amb la qual va jugar 17 partits internacionals, amb un gol. Actualment fa d'entrenador de futbol.

## Participacions en Copes del Món
| Mundial                         | Seu      | Resultat     |
| ------------------------------- | -------- | ------------ |
| Copa Mundial de Futbol del 2006 | Alemanya | 4ts de final |

## Participacions en Torneigs Internacionals
| Mundial           | Seu  | Resultat |
| ----------------- | ---- | -------- |
| Copa Amèrica 2004 | Perú | Campió   |

## Clubs
| Club             | País | Any        |
| ---------------- | ---- | ---------- |
| Corinthians      |      | 1995-1998  |
| Cruzeiro Ec      |      | 1999- 2002 |
| Bayer Leverkusen |      | 2002-2003  |
| Cruzeiro Ec      |      | 2003- 2004 |
| Olympique Lió    |      | 2004-2012  |
| Grêmio           |      | 2012-2013  |
| Vasco da Gama    |      | 2014-2014  |

## Palmarès

### Campionats nacionals
| Títol                                | Club          | País | Any  |
| ------------------------------------ | ------------- | ---- | ---- |
| Campionat Paulista                   | Corinthians   |      | 1995 |
| Copa del Brasil                      | Corinthians   |      | 1995 |
| Campionat Paulista                   | Corinthians   |      | 1997 |
| Campionat brasiler de futbol Série A | Corinthians   |      | 1998 |
| Copa del Brasil                      | Cruzeiro Ec   |      | 2000 |
| Campionat brasiler de futbol Série A | Cruzeiro Ec   |      | 2003 |
| Campionat Mineiro                    | Cruzeiro Ec   |      | 2004 |
| Lliga francesa de futbol             | Olympique Lió |      | 2005 |
| Lliga francesa de futbol             | Olympique Lió |      | 2006 |
| Lliga francesa de futbol             | Olympique Lió |      | 2007 |
| Lliga francesa de futbol             | Olympique Lió |      | 2008 |
| Supercopa de França                  | Olympique Lió |      | 2005 |
| Supercopa De França                  | Olympique Lió |      | 2006 |

### Copes internacionals
| Títol        | Equip (*) | País | Any  |
| ------------ | --------- | ---- | ---- |
| Copa Amèrica | Brasil    |      | 2004 |